# Culleredo
Culleredo (AFI: /kuʎeˈɾeðo̝/) è un comune spagnolo di 27 670 abitanti situato nella comunità autonoma della Galizia.

## Monumenti e luoghi d'interesse

### Patrimonio archeologico ed architettonico
- Museo Etnografico di Culleredo
- Aeroporto di Alvedro
- Torre de Celas de Peiro
- Giardino botanico Ría do Burgo
- Pazo de Vilaboa
- Museo dei Mulini di Acea de Ama
- Paseo maritimo do Burgo
- Riserva naturale del Monte Xalo

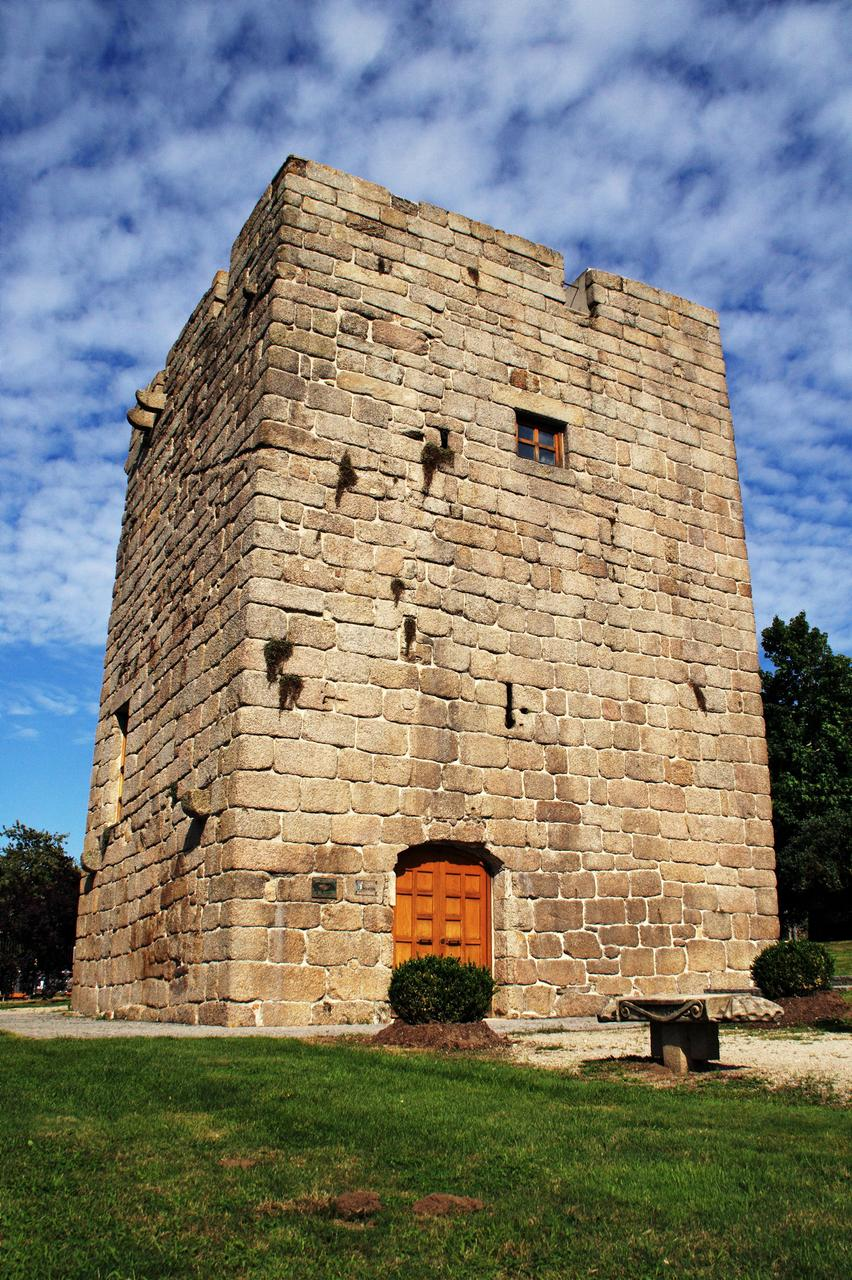
Torre de Celas de Peiro

- Chiesa di Santiago do Burgo (secolo XI)
- Ponte del Burgo (secolo XII-secolo XIII][2]
- Ermita di S. Cosme de Sésamo (secolo X)
- Chiesa romanica di santo Stefano di Culleredo
- Stazione ferroviaria di Bregua
- Chiesa di S María de Rutis (secolo XVI)